# 中性子捕獲
原子核物理学における中性子捕獲（ちゅうせいしほかく、英: neutron capture）とは、核反応の一種で、中性子が原子核に吸収されたのちにガンマ線を放出する現象〔（n, γ）反応〕を言う。

## 概要
中性子(neutron)は、陽子（proton）とともに原子核の構成要素（核子）であり、陽子とほぼ同じ質量をもつが電荷は持たない。そのため、クーロン力による斥力は受けないため原子核と作用しやすいので、核反応が発生しやすい。
中性子による核反応には主に吸収と散乱の2つがあるが、そのうちの吸収反応について、ここで中性子が水中を通る場合に生ずる重要な反応
{\displaystyle {\rm {{}_{1}^{1}H+{}_{0}^{1}n\rightarrow {}_{1}^{2}H+\gamma }}}
を考える。この反応は水素原子核 1H が中性子 n を吸収し重水素核 2H となりガンマ線 γ を放出しているが、このような原子核が中性子を吸収してガンマ線を放出する核反応を中性子捕獲（neutron capture）または放射捕獲（radiactive capture）と呼ぶ。
さらに、この核反応は式で表すと
{\displaystyle {\rm {{}_{1}^{1}H(n,\gamma ){}_{1}^{2}H}}}
となることから（n , γ）反応とも表記される。
中性子捕獲によって一般に原子に放射能を与える（放射化）ことができるので、原子炉やサイクロトロンなどの中で、人工的に放射性物質を作ることができる。

## 中性子束が小さい場合
原子炉の内部のように中性子束の小さな環境では、1個の中性子が原子核に捕獲される。例として、金の原子核（金197）に中性子が照射されると高い励起状態の金198が作られ、その後すぐにガンマ線光子を放出して基底状態の金198に崩壊する。この過程では原子核の質量数が1増える。この過程を核反応式で書くと以下のようになる。
{\displaystyle {\rm {{}^{197}{\rm {Au}}(n,\gamma ){}^{198}{\rm {Au}}}}}
熱中性子が捕獲される反応を特に熱中性子捕獲 (thermal neutron capture) と呼ぶ。
金198はベータ崩壊を起こして水銀198に変わる。この過程では原子番号（原子核内の陽子数）が1増える。

## 応用
中性子捕獲反応は、物質の化学組成を間接的に知る手段として用いられる。これは、元素が中性子を吸収すると元素ごとに異なる特有の放射線を出す性質を利用するものである。この手法は地下資源の探査やセキュリティなど多くの分野で活用されている。
また、高速増殖炉においてウラン238に中性子を照射してプルトニウムを得るのも有名な応用分野である。近年はありふれた元素や核廃棄物に中性子を照射してレア元素に変換する研究も始まっている。また、学者が地球上に存在しない超ウラン元素を人造合成するのにもこの反応が使用されている。